# Ребята с Сиреневой улицы
«Ребята с Сиреневой улицы» (груз. ბიჭები იასამნის ქუჩიდან) — советский фильм 1974 года (вышел в прокат в 1976) киностудии «Грузия-фильм» режиссёра Нинель Неновой-Цулаи.

## Сюжет
Зима 1941 года, Великая Отечественная война. Эшелон с эвакуированными ребятами из детского дома разбомблен, вожатая Лена выводит детей доходит до ближайшего прифронтового населённого пункта, где оказывается военный аэродром. Командование решает отправить детей в тыл на транспортном самолёте, и сопровождать его на истребителе поручает молоденькому лётчику младшему лейтенанту Зауру Джаши. Дети боятся лететь, но Заур быстро развеивает их страхи, завоёвывая доверие детей, ведь он сам почти ребёнок, и хорошо помнит свои детские проказы: разбитое стекло во время игры в футбол, побег из дома в сражающуюся Испанию, кошку, которую спустил на парашюте на виду у всего города. Когда транспортник уже идёт посадку появляются немецкие самолёты, и Заур на своем истребителе идёт на врага принимая неравный бой, сам погибая спасает детей.

## В ролях
- Кока Кикабидзе — Заур Джаши
- Димитрий Гугунава — Заур в детстве
- Андрей Левин — Вася Чижов
- Нато Цулая — Лена
- Гия Вольский — Буза
- А. Мамасахлисова — бабушка Дареджан
- Юрий Суханов — Кузмич
- Нино Долидзе — подруга Заури
- Вахтанг Рогава — друг Заури
- Вахтанг Цикория — друг Заури
- Каха Мхеидзе — друг Заури
- Софико Чиаурели — Генриэтта
- Борис Ципурия — сосед Заури
- Джемал Гаганидзе — сосед Заури